# Escocia en la Copa Mundial de Fútbol de 1958
La selección de Escocia en la Copa Mundial de Fútbol de 1958 fue uno de los 16 países participantes de la Copa Mundial de Fútbol de 1958, realizada en Suecia. El seleccionado escocés clasificó a la cita de Suecia, gracias a que obtuvo el primer lugar del noveno grupo de la eliminatoria de la UEFA, por delante de España y Suiza.

## Clasificación

### Grupo 9
| Pos. | Equipo  | Pts. | PJ | G | E | P | GF | GC | Dif. | Clasificación             |     | SCO | ESP | SUI |
| ---- | ------- | ---- | -- | - | - | - | -- | -- | ---- | ------------------------- | --- | --- | --- | --- |
| 1    | Escocia | 9    | 4  | 3 | 0 | 1 | 10 | 9  | +1   | Clasificado a Suecia 1958 |     | —   | 4–2 | 3–2 |
| 2    | España  | 7    | 4  | 2 | 1 | 1 | 12 | 8  | +4   |                           |     | 4–1 | —   | 2–2 |
| 3    | Suiza   | 1    | 4  | 0 | 1 | 3 | 6  | 11 | −5   |                           | 1–2 | 1–4 | —   |     |

 Fuente: FIFA

## Futbolistas
| #          | Posición       | Nombre           | Fecha de nacimiento      | P. Sel. | Club                |
| ---------- | -------------- | ---------------- | ------------------------ | ------- | ------------------- |
| 1          | Portero        | Tommy Younger    | 10 de abril de 1930      | 22      | Liverpool           |
| 2          | Portero        | Bill Brown       | 8 de octubre de 1931     | 0       | Dundee              |
| 3          | Defensa        | Alex Parker      | 2 de agosto de 1935      | 14      | Everton             |
| 4          | Defensa        | Eric Caldow      | 14 de mayo de 1934       | 10      | Rangers             |
| 5          | Defensa        | John Hewie       | 13 de diciembre de 1927  | 12      | Charlton Athletic   |
| 6          | Defensa        | Harry Haddock    | 26 de julio de 1925      | 6       | Clyde               |
| 7          | Defensa        | Ian McColl       | 7 de junio de 1927       | 14      | Rangers             |
| 8          | Delantero      | Eddie Turnbull   | 12 de abril de 1923      | 5       | Hibernian           |
| 9          | Centrocampista | Bobby Evans      | 16 de julio de 1927      | 34      | Celtic              |
| 10         | Defensa        | Tommy Docherty   | 24 de agosto de 1928     | 22      | Preston North End   |
| 11         | Centrocampista | Dave Mackay      | 14 de noviembre de 1934  | 1       | Heart of Midlothian |
| 12         | Centrocampista | Doug Cowie       | 1 de mayo de 1926        | 18      | Dundee              |
| 13         | Delantero      | Sammy Baird      | 13 de mayo de 1930       | 6       | Rangers             |
| 14         | Delantero      | Graham Leggat    | 20 de junio de 1934      | 5       | Aberdeen            |
| 15         | Delantero      | Alexander Scott  | 22 de noviembre de 1937  | 5       | Rangers             |
| 16         | Delantero      | Jimmy Murray     | 4 de febrero de 1933     | 3       | Heart of Midlothian |
| 17         | Delantero      | Jackie Mudie     | 10 de abril de 1930      | 14      | Blackpool           |
| 18         | Delantero      | John Coyle       | 28 de septiembre de 1932 | 0       | Clyde               |
| 19         | Centrocampista | Bobby Collins    | 16 de febrero de 1931    | 19      | Celtic              |
| 20         | Delantero      | Archie Robertson | 15 de septiembre de 1929 | 4       | Clyde               |
| 21         | Delantero      | Stewart Imlach   | 6 de enero de 1932       | 2       | Nottingham Forest   |
| 22         | Delantero      | Willie Fernie    | 22 de noviembre de 1928  | 11      | Celtic              |
| Entrenador | Dawson Walker  | Dawson Walker    |                          |         |                     |

## Participación

### Primera fase

#### Grupo 2
| Equipo     | Pts | PJ | PG | PE | PP | GF | GC | Dif |
| ---------- | --- | -- | -- | -- | -- | -- | -- | --- |
| Francia    | 4   | 3  | 2  | 0  | 1  | 11 | 7  | 4   |
| Yugoslavia | 4   | 3  | 1  | 2  | 0  | 7  | 6  | 1   |
| Paraguay   | 3   | 3  | 1  | 1  | 1  | 9  | 12 | -3  |
| Escocia    | 1   | 3  | 0  | 1  | 2  | 4  | 6  | -2  |

| 8 de junio de 1958, 19:00 | Yugoslavia   | 1:1 (1:0) | Escocia    | Estadio Arosvallen, Västerås                                       |                                                                    |
|                           | Petaković 6' | Reporte   | Murray 49' | Asistencia: 9.500 espectadores Árbitro(s): Raymon Wyssling (Suiza) | Asistencia: 9.500 espectadores Árbitro(s): Raymon Wyssling (Suiza) |

| 11 de junio de 1958, 19:00 | Paraguay                        | 3:2 (2:1) | Escocia                 | Iddrotsparken, Norrköping                                               |                                                                         |
|                            | Agüero 4' · Ré 45' · Parodi 73' | Reporte   | Mudie 24' · Collins 76' | Asistencia: 12.000 espectadores Árbitro(s): Vincenzo Orlandini (Italia) | Asistencia: 12.000 espectadores Árbitro(s): Vincenzo Orlandini (Italia) |

| 15 de junio de 1958, 19:00 | Francia                 | 2:1 (2:0) | Escocia   | Estadio Eyravallen, Örebro                                                |                                                                           |
|                            | Kopa 22' · Fontaine 44' | Reporte   | Baird 66' | Asistencia: 13.500 espectadores Árbitro(s): Juan Regis Brozzi (Argentina) | Asistencia: 13.500 espectadores Árbitro(s): Juan Regis Brozzi (Argentina) |